# Любестово
Любестово — деревня в Рославльском районе Смоленской области России. Входит в состав Пригорьевского сельского поселения. Население — 1 житель (2007 год). 
Расположена в южной части области в 16 км к юго-востоку от Рославля, в 4 км северо-восточнее автодороги А141 Орёл — Витебск, на берегу реки Вороница. В 2 км северо-западнее деревни расположена железнодорожная станция Любестово на линии Рославль — Брянск. 

## История
В годы Великой Отечественной войны в районе шли ожесточённые бои. 4-5 августа 1941 года в боях у разъезда Любестово, на перегоне между Липовской и Пригорьем, в боях с превосходящими силами танков и авиации были потеряны бронепоезд РККА № 40 (командир — капитан Ф. С. Руденко) и пришедший к нему на выручку бронепоезд № 49 «Имени Профинтерна» (командир — лейтенант А. Н. Крохин). Экипажи бронепоездов влились в состав пехотных частей, оборонявшихся в этом районе.
Деревня была оккупирована немецкими войсками в августе 1941 года, освобождена в сентябре 1943 года.